# 4289 Бівако
4289 Бівако (4289 Biwako) — астероїд головного поясу, відкритий 29 жовтня 1989 року.
Тіссеранів параметр щодо Юпітера — 3,572.